# Satzart
Satzart (auch Satztyp, Satzmodus) bezeichnet als sprachwissenschaftlicher Fachbegriff die Unterscheidung von Satzformen nach ihrer typischen kommunikativen Funktion (ihrem Handlungszweck, ihrer (oberflächlichen) illokutiven Funktion bzw. dem ausgedrückten Sprechakt).
Mit einem Satz kann insbesondere eine Aussage getroffen, eine Aufforderung (ein Befehl, eine Bitte) geäußert oder eine Frage gestellt werden. Unterschieden wird daher zwischen
- dem Aussagesatz (Deklarativsatz, Konstativsatz, Assertionssatz),
- dem Fragesatz (Interrogativsatz),
- dem Aufforderungssatz oder Befehlssatz (Imperativsatz).

Manche Grammatiker erweitern die Palette der Satzmodi noch um
- den Ausrufesatz (Exklamativsatz),
- den Wunschsatz (Desiderativsatz, Optativsatz)

Zu unterscheiden ist dabei die (oberflächliche) grammatische Satzform und die jeweils aktuelle illokutive Funktion eines Satzes. So kann etwa ein Fragesatz dazu dienen, einen Befehl zu erteilen.
Der Begriff Satzart stellt in jedem Fall eine Einteilung dar, die auf die Verbindung zu diesen pragmatischen Funktionen zielt; der Begriff wird daher nur auf Hauptsätze bezogen. Grammatische Satzformen lassen sich hingegen auch bei Nebensätzen unterscheiden; so existieren auch eingebettete Interrogativsätze (indirekte Fragen).